# Brněnec
Brněnec (německy Brünnlitz) je obec v okrese Svitavy v Pardubickém kraji, zhruba 15 km jihojihovýchodně od Svitav. Jádro vsi leží v Čechách, ale dnes jsou k němu přivtěleny i části ležící na Moravě, takže obec se rozkládá po obou stranách historické zemské hranice. Žije zde přibližně 1 200 obyvatel.

## Historie
První písemná zmínka o obci pochází z roku 1557, kdy patřil pod panství hradu Svojanov.
V prosinci 1789 procházelo Brněncem několik dní ruské vojsko ze sousední Moravy. Pokračovalo přes Svojanov a Bystré do Poličky a dále do Čech. Místní obyvatelé si všimli jeho pestrého složení: v čele jeli kozáci s dlouhými píkami, za nimi následovali myslivci, granátníci a mušketýři.
V roce 1843 byl W. F. Stankem v Olomouci odlit zvon pro místní zvonici. V roce 1867 měl Brněnec pouze 19 domů se 105 obyvateli, Podlesí se Zářečím 35 domů a 213 obyvatel.
Na začátku 19. století byly položeny základy místního průmyslu: kupní smlouvou z 13. září 1804 odkoupil František Diebl za 100 zl. pozemky od Jana Schwaba k vybudování papírny. Diebl pak o 10 let později (5. listopadu 1814) svou papírnu se všemi pozemky prodal za 28 000 zl. Jiřímu Schönovi. Další majitel továrny, Jiří Winarský, ji za 30 000 zl. v dubnu 1854 prodal židovskému podnikateli Izáku Löw-Beerovi, který ji vzápětí přebudoval na přádelnu vlny. Z té se postupně stala poměrně významná textilka; ve vlastnictví rodiny Löw-Beerů zůstala následujících 84 let, až do začátku německé okupace Sudet v roce 1938 (Brněnec se tehdy dostal přímo na hraniční čáru Třetí říše a Protektorátu), kdy byla arizována a později (24. února 1940) prodána vídeňské firmě Hoffmann. Textilka byla postupně přeměněna na pomocnou muniční továrnu, pobočku nacistického koncentračního tábora Gross-Rosen ve Slezsku. Právě sem do této továrny v letech 1944–1945 sudetoněmecký podnikatel Oskar Schindler umístil cca 1100 židovských vězňů (Schindlerův seznam), čímž je zachránil před smrtí v nacistických vyhlazovacích táborech.
8. května 1945 byl Brněnec i s okolím osvobozen Rudou armádou a zdejší koncentrační tábor zrušen.

## Průmysl, zemědělství a živnosti

### Mlýn Brněnec
Historie mlýna v Brněnci sahá do roku 1854, kdy původně malý mlýn byl postupně rozšiřován a upravován původním majitelem J. Daubkem z Lítně na Berounsku. V roce 1933 byla provedena první větší rekonstrukce. Zvýšil se výkon mlýna na 60 tun zpracovaného obilí za den s výrobou ovesných vloček, mouky, ječmených krup a jáhlů z prosa. 
V roce 1951 byla provedena obnova a modernizace mlýna se zvýšením kapacity na 180 tun obilí denně. Podnikové ředitelství bylo přemístěno do Brna.  Po roce 1960 přešla správa mlýna pod správu závodu Předměřice nad Labem. Obnova mlýna za 50 miliónů korun proběhla v letech 1969 až 1973. V osmdesátých letech 20. století byl mlýn v Brněnci největší zpracovatelskou kapacitou obilí ve Východočeském kraji. V roce 1986 bylo semleto přes 70 tisíc tun obilí. Kvalita mouky byla vždy závislá na kvalitě obilí. 

## Kultura

### Divadelní soubor E. Vojana
Ochotnické divadlo působící od září 1935 v Lidovém domě v Moravské Chrastové. Koncem 70. let 20. století dochází v souboru k zrodu "nové" generace ochotníků. V roce 1985 přejmenován na divadelní soubor E. Vojana Brněnec. Soubor  v roce 1989 zvítězil v Národní přehlídce venkovských divadelních souborů s představením Drak je drak trojice autorů Skála, Fux a Pantůček. Divadlo spolupracuje s členy Městského divadla Brno (Jan Heger-Kučera, František Lešovský).
Narodila se tu malířka Irmgard Lang-Scheer 17.6.1901 . Zemřela 5.2.1986 v Drážďanech. V nedaleké vesnici Bělá nad Svitavou je v kostele Všech Svatých její freska Alžběta Durinská rozdávající chléb chudým kreslená v roce 1932 při rekonstrukci kostela.

### Brněnecfest aneb punkovey klystýr
Jedná se o jednodenní open-air festival pořádaný tamní punkovou kapelou Vision Days. Působí zde především punková scéna z České republiky. Pořádá se každý rok, již od roku 2000.

## Významné osobnosti
- V Brněnci se narodil [8] hudební skladatel František Bartoš (1905–1973).
- Karel Hostaša (1909–1957), účastník zahraničního odboje během druhé světové války, politický vězeň, narodil se v Moravské Chrastové
- František Ženíšek (1849–1916) je autorem sgrafitové výzdoby na bývalé Daubkově vile.

## Sbor dobrovolných hasičů
Dne 23. 12. 1946 vznikl Sbor dobrovolných hasičů v a.s. Vitka Brněnec. Prvním starostou byl tehdejší ředitel Bohdan Tainer a velitelem sboru Bohumil Vejpustek. Od roku 1958 byl starostou Josef Spurný st. a velitelem Karel Svojanovský. Členové sboru se zúčastňovali hasičských soutěží. Po roce 1962 přichází do sboru řada mladých členů. Velitelem sboru byl Jaroslav Bednář se starostou Jiřím Ducháčkem. V roce 1969 dosáhlo hasičské družstvo největšího úspěchu v historii sboru. Vyhrálo 1. místo v republikovém kole hasičské soutěže v Praze na Strahově. Od roku 1977 byl každoročně pořádán Memoriál Jaroslav Kolíska. Od roku 1985 byl starostou Sboru dobrovolných hasičů ve Vitce Oldřich Jedlička a velitelem Josef Spurný ml. Na počet a památku Josefa Spurného (tragicky zahynulého) probíhala každoročně v obci hasičská soutěž Memoriál Josefa Spurného. V roce 1996 měl sbor 15 členů s velitelem Pavlem Klemšou a starostou Ondřejem Kozákem. Hasiči měli své cvičiště za teplárnou v Brněnci, 13 x se zúčastnili hasičských soutěží, vyjížděli k požárům, předváděli hasičskou techniku dětem a pořádali výtvarné soutěže. V roce 1988 se stal velitelem Klemša Pavel a v roce 1990 starostou Kozák Ondřej, V roce 2004 sbor čítal 13 členů. 
Sbor dobrovolných hasičů v Moravské Chrastové viz obec Moravská Chrastová.
Sbor dobrovolných hasičů v Chrastové Lhotě viz obec Chrastová Lhota.

## Sport

### cyklistika
Tělovýchovná jednota Jiskra Brněnec, pořádala od roku 1991 cyklistický závod "Okruhy okolo Brněnce" na trase Brněnec - Chrastavec - Vítějeves - Bělá nad Svitavou - Brněnec. V roce 1996 za podpory místních podnikatelů a obce proběhl 7. ročník této soutěže za účasti 134 soutěžících. Vítězem hlavní soutěže v kategorii mužů na trati 76 km byl Josef Mrázek a v kategorii mužů nad 45 let a žen zvítězil Miroslav Lujka.

### požární sport
Memoriál Josefa Spurného za účasti 36 družstev mužů z 21 okresů a 10 družstev žen z 9 okresů ČR (r. 1996). Vítězem /r. 1996/ v kategorii mužů se staly Sklárny Karolínka a v kategorii žen Rychlov. V roce 2004 se soutěže zúčastnilo celkem 35 družstev mužů (vítěz: Letohrad - Kunčice) a 13 družstev žen (vítěz: Výčapy).

### tenis
V roce 1996 se konal čtvrtý ročník tenisového turnaje pro neregistrované hráče Brněnec Cup 96 s vítězným Miroslavem Švancarou.

### volejbal
V roce 1996 hrálo družstvo TJ Jiskry Brněnec okresní přebor mužů.

### stolní tenis
V devadesátých letech 20. století se zájemci o stolní tenis scházeli v Lidovém domě v Moravské Chrastové a každoročně pořádali a účastnili se turnajů ve stolním tenisu. Vítězi turnaje v roce 1996 se stali Bohumír Švancara a Radka Popelková.

### minikopaná
Od roku 2001 na hasičském cvičišti za teplárnou se konají turnaje v minikopané Balíka cup. Vítězem turnaje v r. 2004 byl tým Silk & Progress a nejlepším střelcem Jiří Macháček.

## Členění obce
Brněnec se člení na tři katastrální území:
- Brněnec – většina katastru leží v Čechách a zahrnuje místní části (zároveň ZSJ) Brněnec a Podlesí
- Chrastová Lhota – leží na Moravě a zahrnuje místní část a ZSJ Chrastová Lhota
- Moravská Chrastová – téměř celý katastr leží na Moravě a zahrnuje místní část a ZSJ Moravská Chrastová

V období 1976–1990 náleželo k Brněnci i celé území bývalého města Březová nad Svitavou (obec se od Brněnce odtrhla a roku 1999 získala opět městský status).

## Galerie

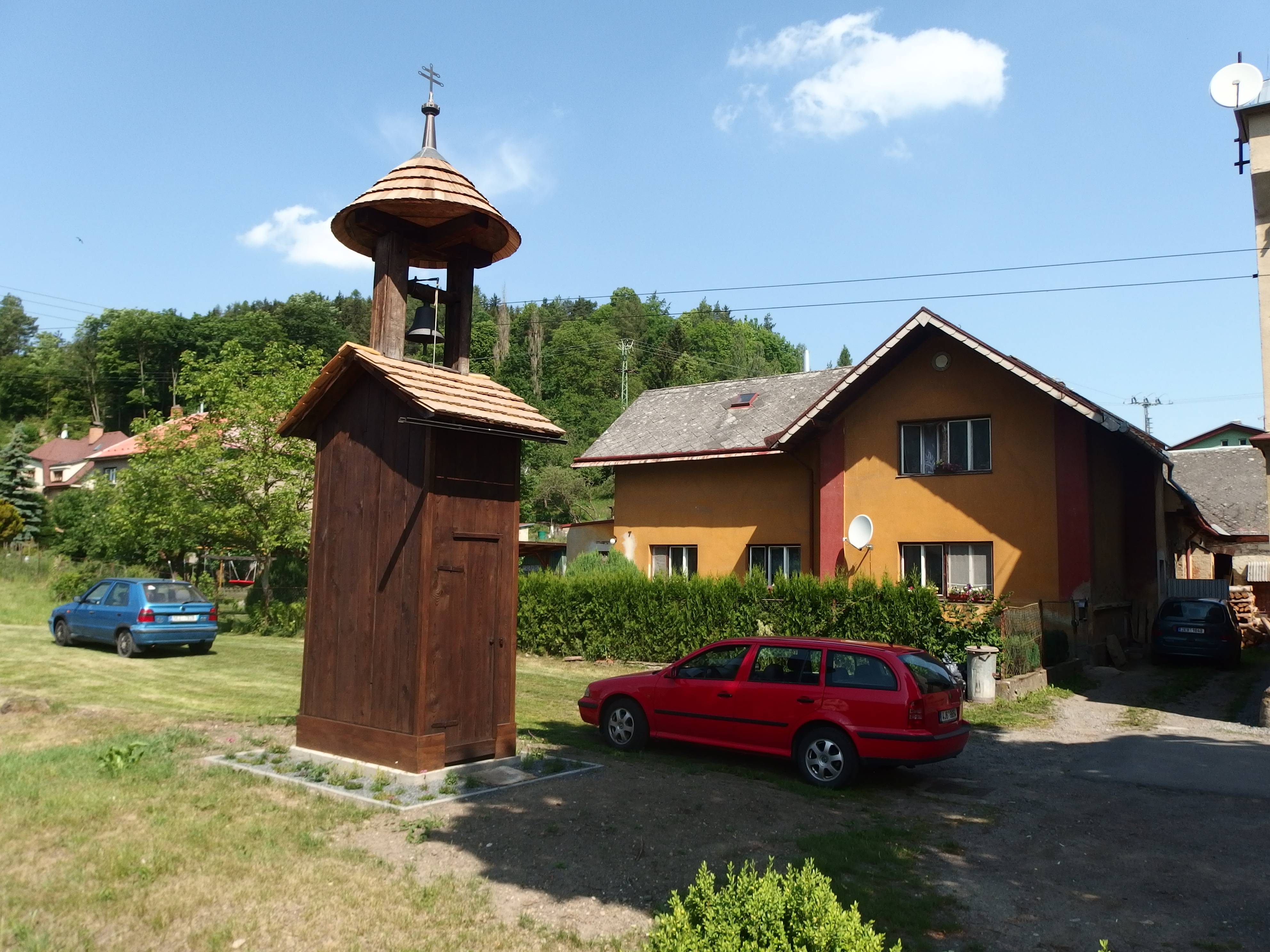
Zvonička na horním konci
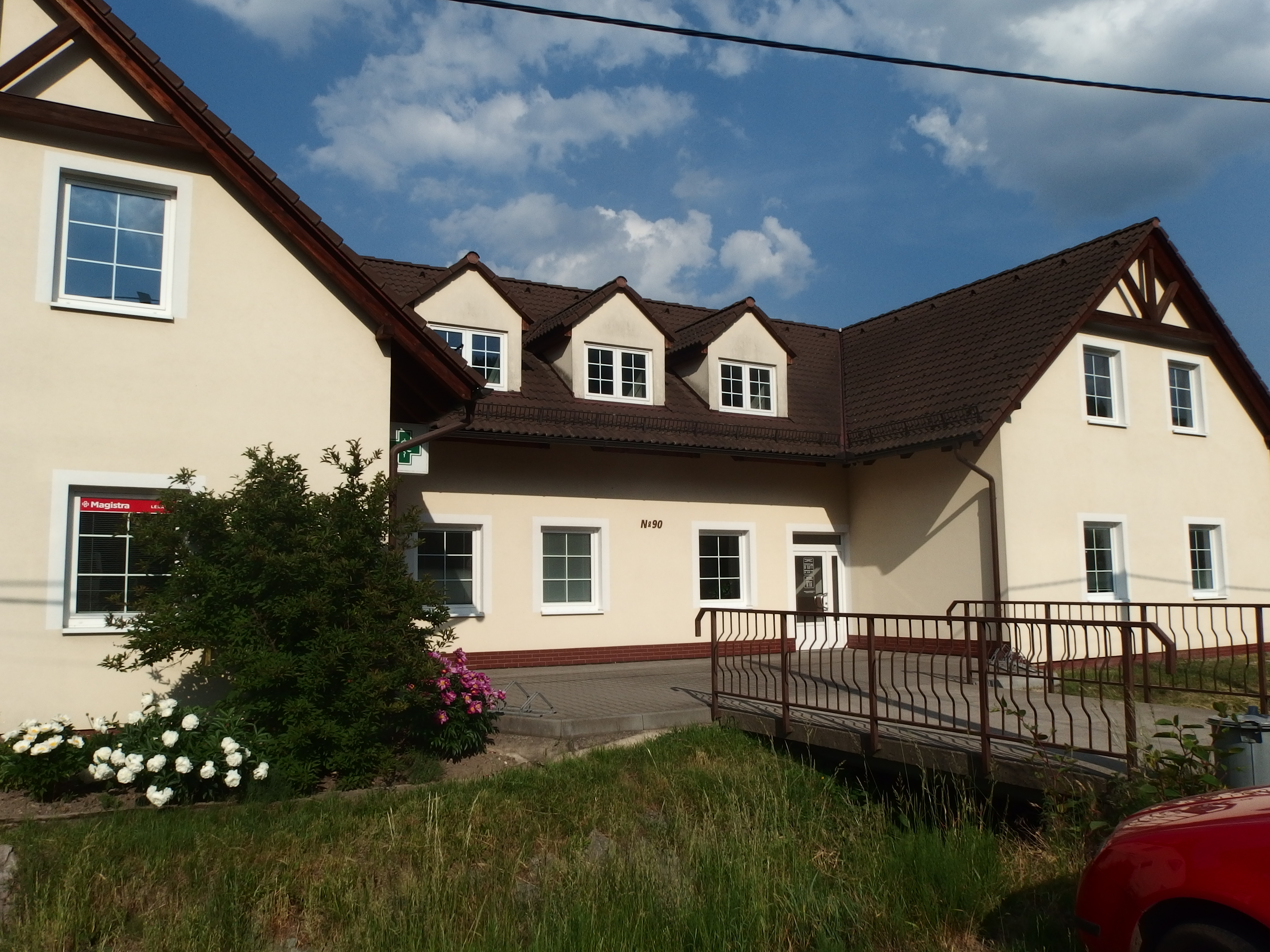
Zdravotní středisko
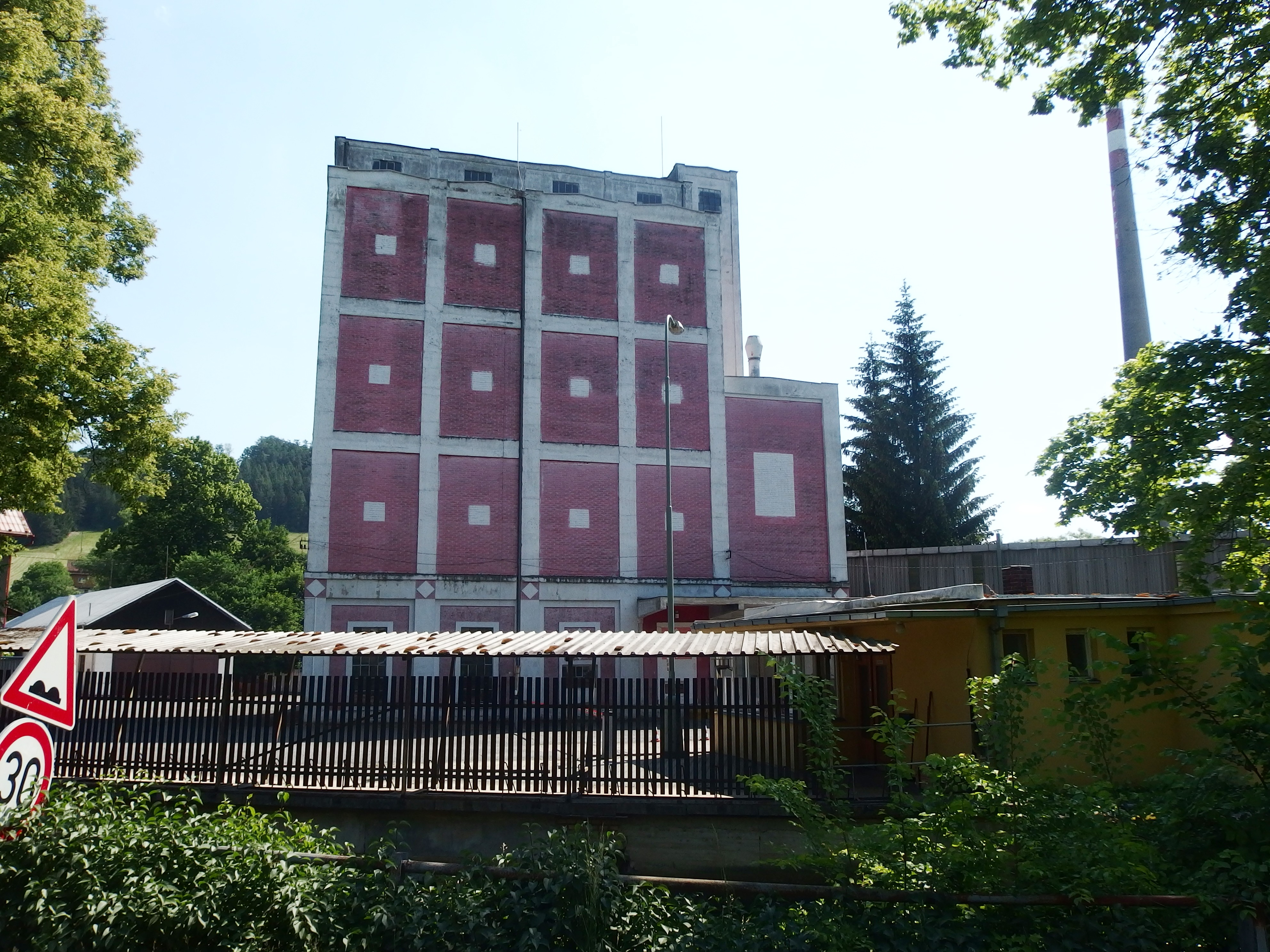
Mlýn
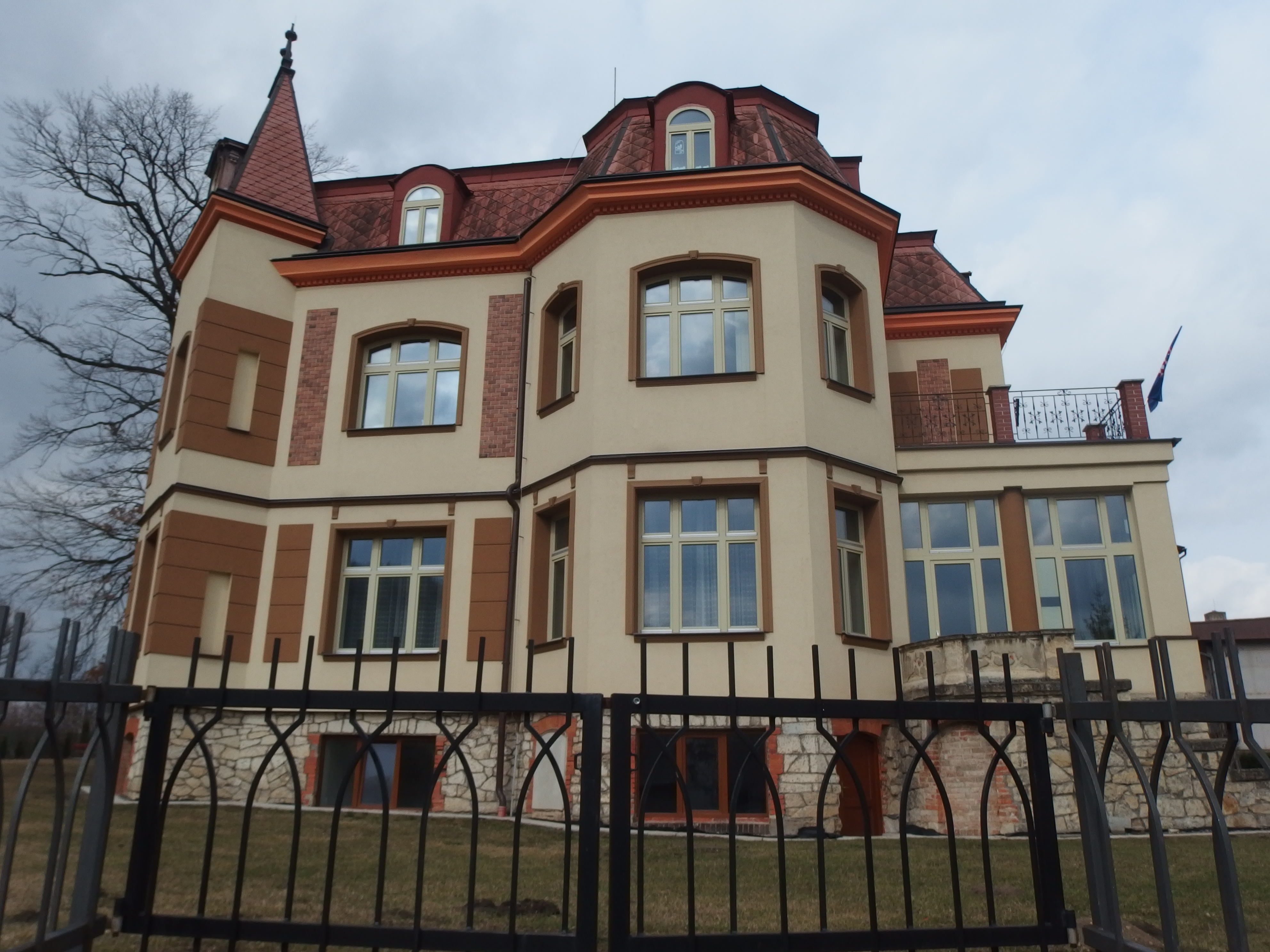
Obecní úřad v místní části Moravská Chrastová
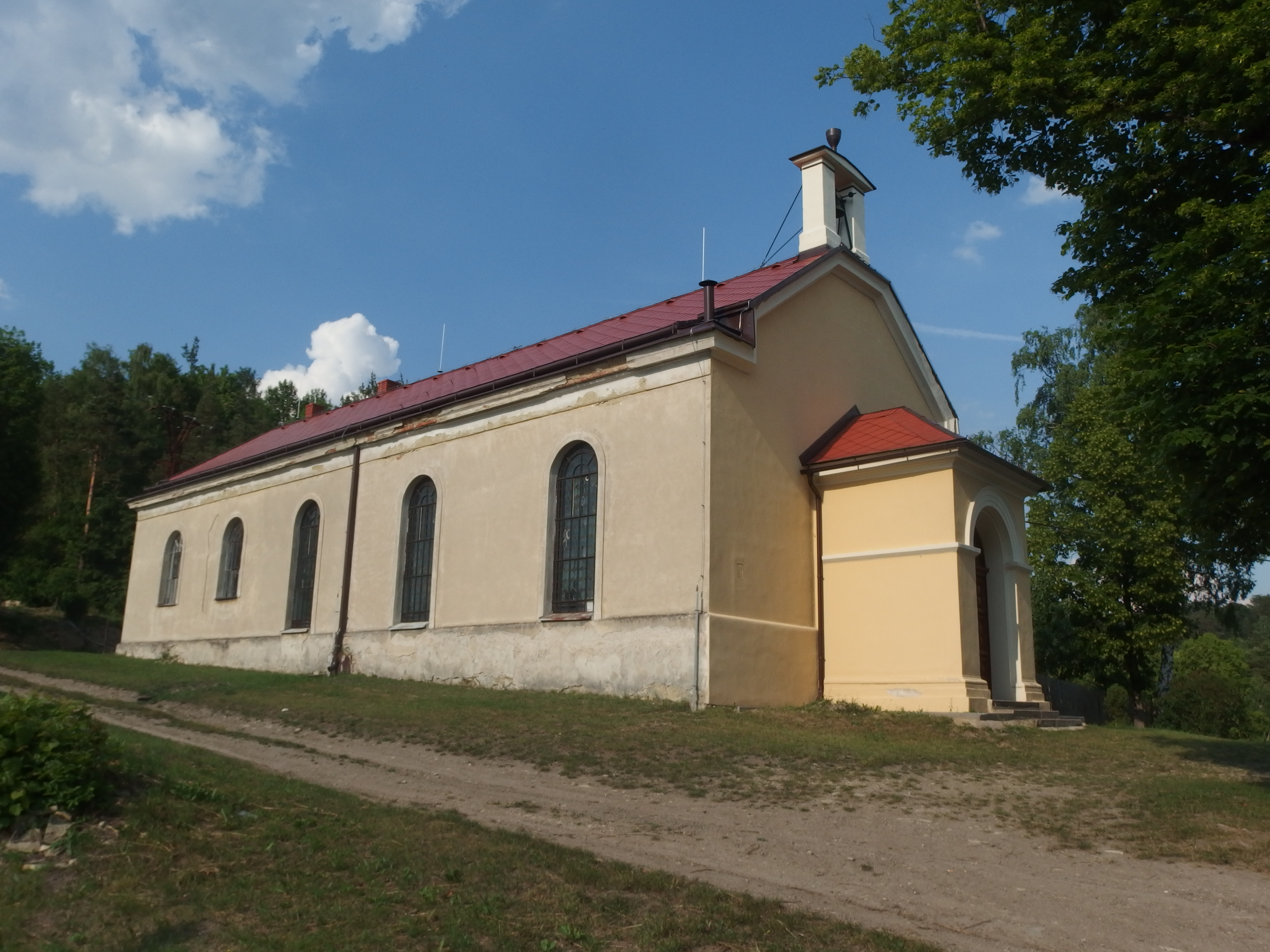
Evangelický kostel v místní části Moravská Chrastová
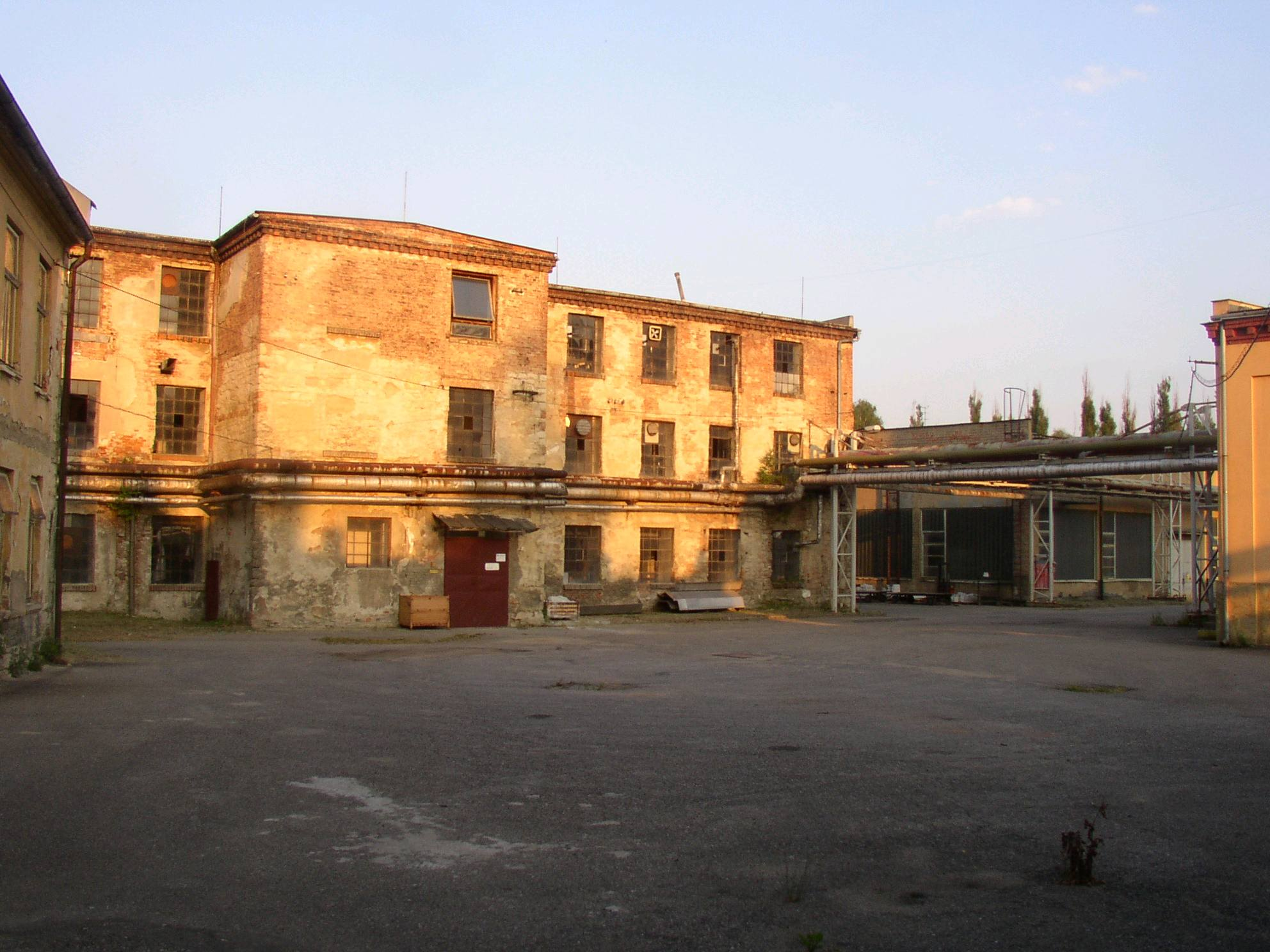
Schindlerova továrna v Brněnci (stav k roku 2004)